# Wieża kościelna

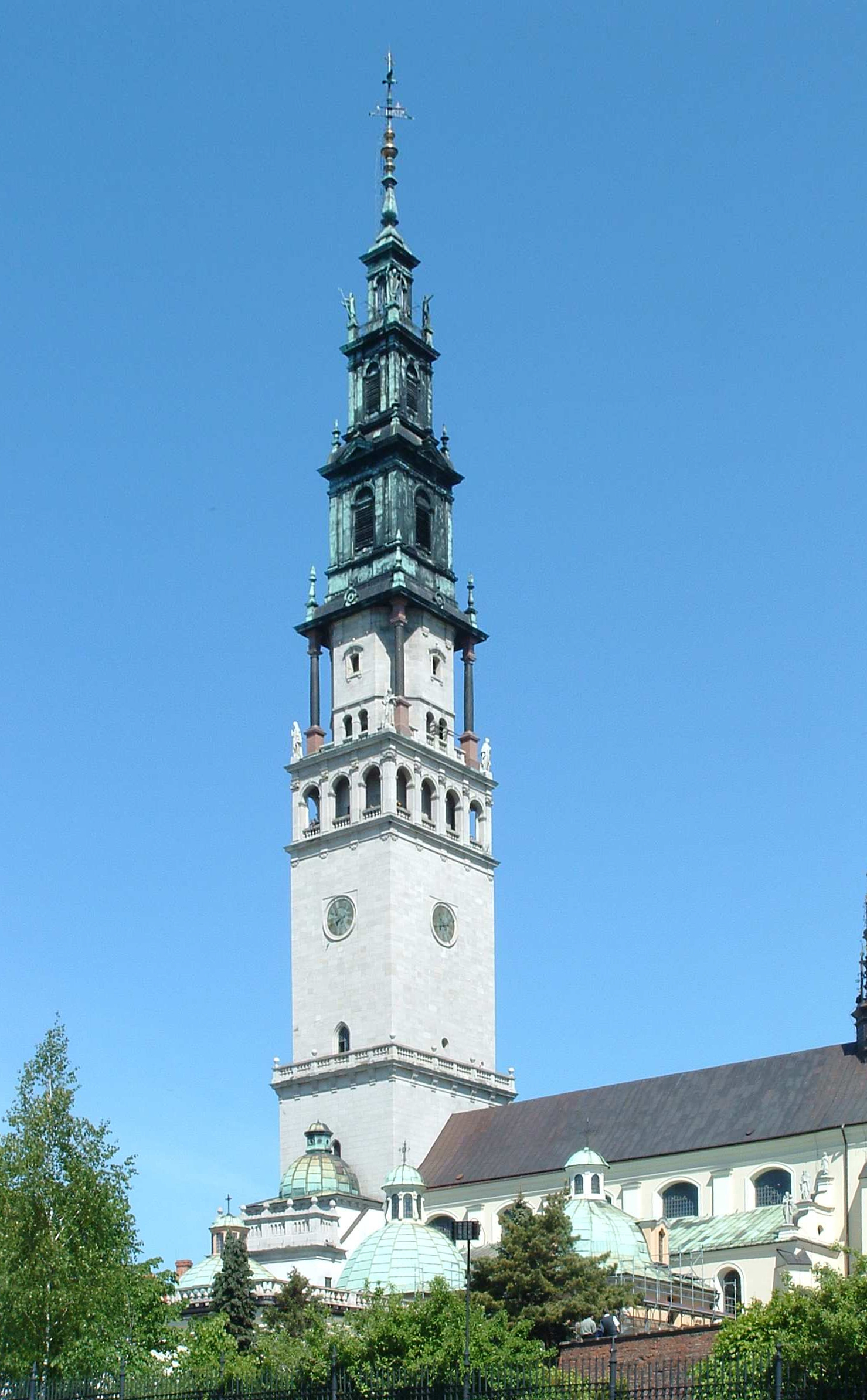
Wieża kościelna na Jasnej Górze

Wieża kościelna – osobna budowla lub część budynku kościoła.

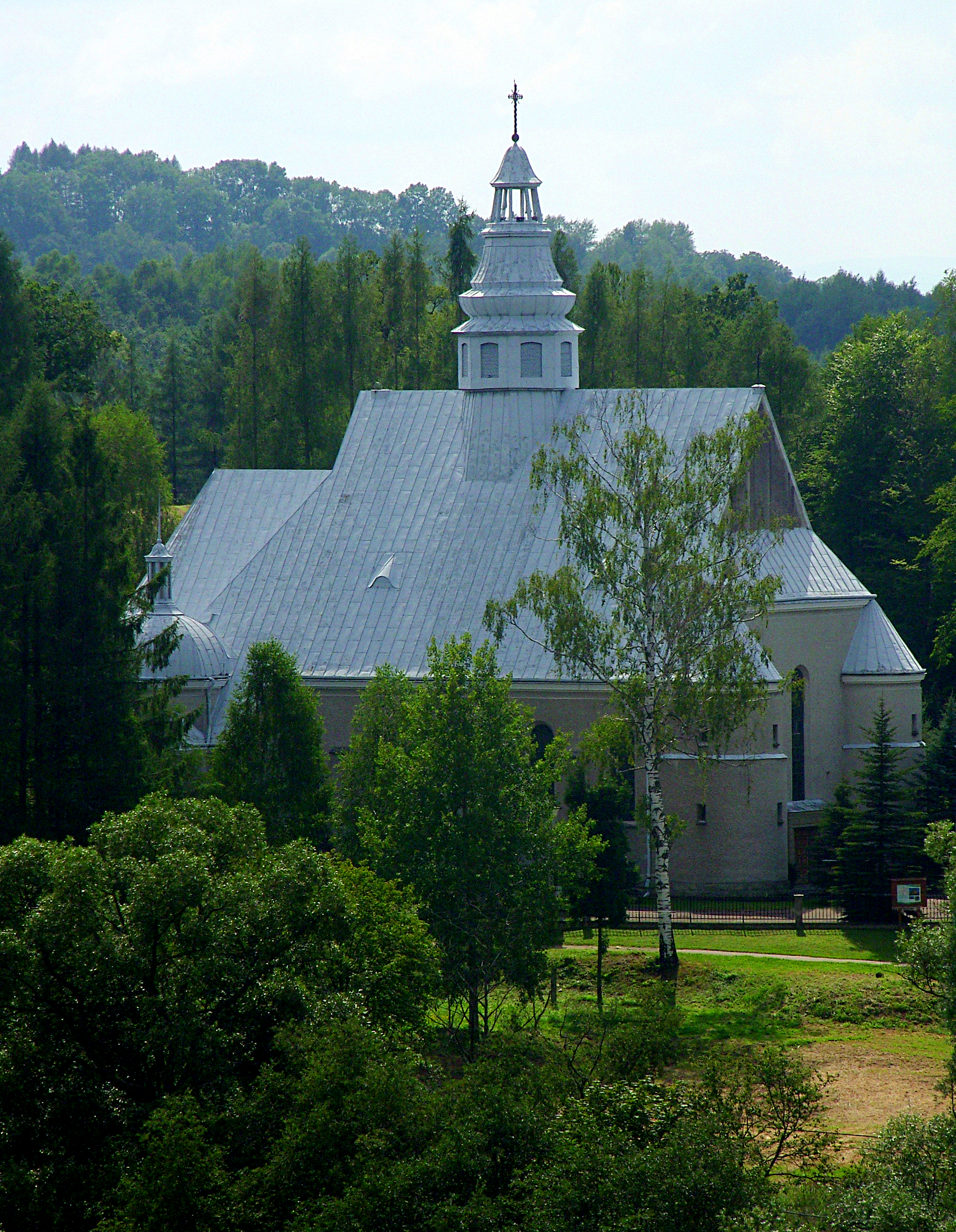
Wieża kościoła Imienia Maryi w Bączalu Dolnym –
typ francuski, sygnaturka

W wielkich bazylikach średniowiecznych budowano dwie wieże na skrzyżowaniu nawy głównej z transeptem oraz wieże boczne, przy zakończeniach transeptów. W kościele w Cluny znajdowało się sześć wież.
- Włochy

W architekturze włoskiej szczególnie popularne były wieże wolno stojące (kampanile, dzwonnice). 
- Francja

We Francji często budowano wieże na skrzyżowaniu nawy głównej i transeptu, wieża tego typu nazywana jest sygnaturką. 
- Niemcy

W Niemczech popularne były wieże od strony zachodniej (westwerk), pojedyncze lub podwójne. 
- Polska

W architekturze polskiej najczęściej mamy do czynienia z jedną lub dwiema wieżami od strony zachodniej, czasami spotyka się wieże wolnostojące (np. w kościele św. Jakuba w Nysie). W kolegiacie w Tumie pod Łęczycą poza dwiema wieżami od strony zachodniej znajdują się jeszcze dwie mniejsze przy ramionach transeptu.